# Municipio de San Simón Almolongas
El municipio de San Simón Almolongas es uno de los 570 municipios del estado mexicano de Oaxaca. Su cabecera es la localidad de San Simón Almolongas.

## Geografía
El municipio de San Simón Almolongas colinda al norte con los municipios de San Nicolás y Miahuatlán de Porfirio Díaz; al este con el Santa Cruz Xitla; al sur con el municipio de Santa Ana; y al oeste con los municipios de San Vicente Coatlán y Yogana.

## Localidades
El municipio de San Simón Almolongas cuenta con 9 localidades.
| Localidad            | Población (2020) |
| -------------------- | ---------------- |
| San Simón Almolongas | 1398             |
| Río Anona            | 885              |
| La Estancia          | 206              |

## Gobierno
El municipio de San Simón Almolongas se rige mediante el sistema de usos y costumbres.
| Presidente municipal  | Periodo   |
| --------------------- | --------- |
| Silverio Ríos Venegas | 1999-2001 |
| Carlos Pérez Reyes    | 2002-2004 |
| Justo Venegas         | 2005-2007 |
| Sergio Cruz Reyes     | 2008-2010 |
| Moisés Venegas        | 2011-2013 |
| Paulino Venegas Ríos  | 2013-2016 |
| José Pérez Pérez      | 2017-2019 |
| Juan Jiménez Pérez    | 2020-2022 |
| Jovito Jarquín Aragón | 2023-2025 |